# レヴィーロ・P・オリヴァー
レヴィーロ・ペンドルトン・オリヴァー（Revilo Pendleton Oliver、1908年7月7日 - 1994年8月20日）は、アメリカ合衆国のイリノイ大学アーバナ・シャンペーン校の古典文献学、スペイン語、イタリア語の教授である。第二次世界大戦後、極右団体ジョン・バーチ・ソサエティの機関誌『アメリカン・オピニオン』誌に寄稿し、白人ナショナリズムおよび極右の論者として知られるようになった。
オリヴァーはまた、ケネディ大統領暗殺事件の後、リー・ハーヴェイ・オズワルドがソ連の対米陰謀の一部であると示唆する記事を発表したことで、1960年代に全国的な悪評を集めた。彼は、暗殺事件に関するウォーレン委員会において証言をした。

## 生涯

### 若年期
オリヴァーは1908年にテキサス州コーパスクリスティ近郊で生まれた。イリノイ州の高校に2年間通った。厳しい冬を嫌ってカリフォルニア州に移り住み、臨床で初めて行われた乳突洞削開術のために入院を余儀なくされたこともあったが、そこでサンスクリット語を学んだ。彼はフリードリヒ・マックス・ミュラーのハンドブックとモニエル・モニエル＝ウィリアムズの文法書を使い、後にヒンドゥー教の宣教師を見つけて彼から指導を受けた。
思春期には、エイミー・センプル・マクファーソンやキャサリン・ティングレーの説教に参加し、伝道者が「単純な心の持ち主に媚びを売る」のを見て楽しんでいた。16歳のときに、カリフォルニア州クレアモントにあるポモナ・カレッジに入学した。

### 学術的な業績
1930年、オリヴァーはグレース・ニーダムと結婚した。イリノイ州に戻ってイリノイ大学に通い、ウィリアム・アボット・オールドファーザーの指導を受けた。彼の最初の著書は、1938年にイリノイ大学から出版された『ムリッチャカティカー』（土の小車）のサンスクリット語からの注釈付き翻訳だった。1940年にPh.D.を取得した。同年、イリノイ大学から博士論文Niccolò Perotti's Translations of the Enchiridion（ニッコロ・ペロッティのエンキリディオンの翻訳）が出版され、1954年にはNiccolo Perotti's Version of the Enchiridion of the Epictetus（ニッコロ・ペロッティ版エピクテトスのエンキリディオン）として再出版された。
オリヴァーは大学院のクラスを教え始めた。何年もの間、彼は大学院でルネサンスに関する授業も担当し、スペイン語学科とイタリア語学科で教えていた。
第二次世界大戦中は1942年から1945年の秋まで陸軍省の無名の機関で働いていたとオリヴァーは述べており、「幸運にも、私は急速に拡大している部門の責任者となり、約175人分の仕事を担当することになった」と書いている。
オリヴァーは1945年にワシントンD.C.を去った。イリノイ大学に戻ってアシスタント・プロフェッサーとなり、1947年に准教授、1953年に教授になった。

### 保守運動
1955年11月、イェール大学を卒業したウィリアム・バックリーは、保守的な視点を表現するための雑誌『ナショナル・レビュー』を創刊した。バックリーは、オリヴァーを「親友」として『ナショナル・レビュー』の書評者として長年雇っていた。1964年のケネディ暗殺に関する記事を巡って彼と決別し、オリヴァーのような反ユダヤ主義者や過激派の出版を禁止し、保守主義の尊敬を高めるために働いたと後に主張するようになった。
1958年、オリヴァーはロバート・W・ウェルチ・ジュニアに接近し、保守的で反共産主義的なジョン・バーチ・ソサエティの創設メンバーの一人となった。オリヴァーはバーチ・ソサエティの雑誌『アメリカン・オピニオン』に頻繁に寄稿していた。1962年、バックリーはウェルチと「バーチ一味」を否定し、彼らは「常識からかけ離れている」として、共和党にウェルチの影響力を一掃するよう促した。
オリヴァーは、ケネディ大統領暗殺事件後の1964年2月に発表した"Marxmanship in Dallas"（ダラスのマルクス主義）という2部構成の記事により、大学やメディアの注目を集めた。彼は、リー・ハーヴェイ・オズワルドが共産主義者の陰謀の一部として殺人を実行したと述べ、共産主義者はケネディを殺すことを望んでいたと述べた。1964年3月、『ロサンゼルス・タイムズ』紙は、オリヴァーがイリノイ大学の評議員会から発言のために叱責されたが、その地位を維持することが許されたと報じた。 同年秋、オリヴァーはウォーレン委員会で証言した。

### 白人ナショナリズム
1960年代、オリヴァーはアメリカの保守主義と決別した。オリヴァーは、ウェルチが自分を騙したかシオニストの利益のために売り渡したと確信し、バーチ・ソサエティの主張を "the Birch hoax"（バーチのデマ）と呼んで異議を唱えた。彼は1966年7月30日にバーチ・ソサエティからの脱退を余儀なくされた。オリヴァーは1981年に、ウェルチが「ユダヤ人委員会の監督の下で運営されていたバーチの事業の名目上の責任者にすぎない」ことを発見したと主張している。
オリヴァーはその後、ウィリス・カートのナショナル・ユース・アライアンス(NYA)に関わった。ナショナル・アライアンスのウェブサイトは、オリヴァーがNYAの初期にウィリアム・ルーサー・ピアースとともに仕事をしていたと主張している。ピアースは後に、人種戦争とアメリカ政府の転覆を描いた1978年の小説『ターナー日記』を書いている。
1978年には、オリヴァーは主にホロコースト否認に専念する組織である歴史修正研究所の編集顧問になった。

### 晩年と死去
オリヴァーは1977年に引退した。晩年は白血病と重度の肺気腫を患い、1994年、86歳のときにイリノイ州アーバナで自殺した。

## 観点
オリヴァーは、宗教はアメリカ合衆国の国家と文明の大きな弱点の一つであると考えていた。1990年の記事の中で、彼はキリスト教を「我々の人種の心を腐らせ、生きる意志を麻痺させる」として「精神的な梅毒」と呼んだ。
デイモン・T・ベリーは、著書Blood and Faith: Christianity and American White Nationalism（血と信仰: キリスト教とアメリカの白人ナショナリズム、シラキュース大学出版局、2017年）において、オリヴァーに全章を割き、「オリヴァーは保守主義とキリスト教の両方を憎んでいた...なぜなら、それらは彼にとって、その存在を守ろうとする白人種族の最高の本能とはかけ離れたイデオロギー的な毒を等しく表していたからである」と結論づけている(p.41)。

## 名前
"Revilo P. Oliver"という綴りは、後ろから読んでも同じになる回文になっている。彼が書いたある記事は、名前が回文になっているのがふざけていると思われて、詐欺師であると非難された。オリヴァーは、自身の名前はオリヴァー家の長男に6代にわたって与えられてきたと述べている。

## 著作物

### 書籍
- The Little Clay Cart. Urbana: University of Illinois Press, 1938.
- Niccolò Perotti's Translations of the Enchiridion. University of Illinois Press, 1940.
- History and Biology. Griff Press, 1963.
- All America Must Know the Terror that Is Upon Us. Bakersfield: Conservative Viewpoint, 1966.
  - Liberty Bell Publications, 1975.
- Conspiracy or Degeneracy?. Power Products, 1967.
- Christianity and the Survival of the West. Sterling, VA: Sterling Enterprises, 1973.
  - Cape Canaveral: Howard Allen, 1978. 78 pages. ISBN 9780914576129 Reprint of 1973 edition with new postscript.
- The Jews Love Christianity. Liberty Bell Publications, 1980. Internet Archive. Published under pseudonym “Ralph Perrier”.
- America's Decline: The Education of a Conservative. London: Londinium Press, 1981.
  - Historical Review Press, 1983. ISBN 0906879655 Internet Archive.
- The Enemy of Our Enemies. Liberty Bell Publications, 1981.
- "Populism" and "Elitism". Liberty Bell Publications, 1982. 101 pages. ISBN 9780942094015
- Christianity Today: Four Articles. Liberty Bell Publications, 1987. 37 pages. OCLC 166141772
- The Yellow Peril. Liberty Bell Publications, 1983. ISBN 0942094115 Internet Archive.

#### 死後に出版されたもの
- The Origins of Christianity. Historical Review Press, 1994.
- Reflections on the Christ Myth. Historical Review Press, 1994.
- The Origins of Christianity. Historical Review Press, 2001.
- The Jewish Strategy. Palladian Books, 2002. Internet Archive (Audio).
- Against the Grain. Liberty Bell Publications, 2004.

### 書簡
- William F. Friedman. Letter: “Dear Dr. Oliver”. 23 June 1952. Internet Archive. — Reply To Mr. Oliver's letter of 11 June 1952 to Mr Friedman Giving Details on two manuscripts Mr. Friedman is interested in obtaining for the AFSA Library.
- John Birch Society. Letter: “To Members of the Council of the John Birch Society”. 14 August 1966. — Revilo’s resignation letter to the John Birch Society.

### 演説と放送
- The Meaning of Americanism (18 March 1960) listen
- They Shall Not Go Unpunished (1961) listen
- Informal talk about Communism (June 1961) listen
- On Communism (June 1961) listen
- The Ends of Socialism (23 April 1963) listen
- The Mad Marxmen (April 1964) listen
- Can 'Liberals' be Educated? (10 September 1965) listen
- Self Preservation (1966) listen
- Conspiracy or Degeneracy? (2 July 1966) listen
- The Road Ahead (14 April 1967) listen
- What We Owe Our Parasites (9 June 1968) listen
- Race and Revolution (10 August 1968) listen

### 他者による記事
- Strom, Kevin Alfred. “About: Biographical Note.” revilo-oliver.com